# Thomas Allen (Politiker, 1813)

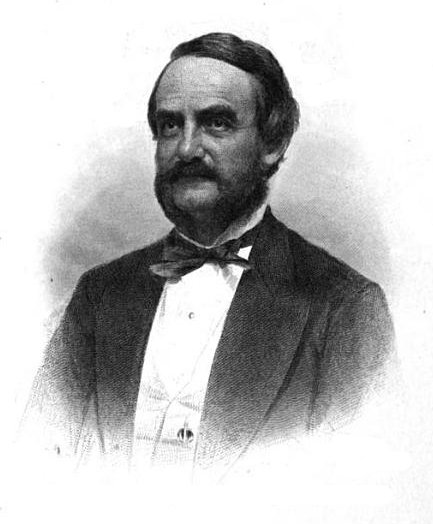
Thomas Allen

Thomas Allen (* 29. August 1813 in Pittsfield, Massachusetts; † 8. April 1882 in Washington, D.C.) war ein US-amerikanischer Politiker. In den Jahren 1881 und 1882 vertrat er den Bundesstaat Missouri im US-Repräsentantenhaus.

## Werdegang
Thomas Allen besuchte die Pittsfield Academy und das Berkshire Gymnasium. Anschließend studierte er bis 1832 am Union College. Nach einem anschließenden Jurastudium in New York City und seiner 1835 erfolgten Zulassung als Rechtsanwalt begann er in dieser Stadt in seinem neuen Beruf zu arbeiten. Später zog er in die Bundeshauptstadt Washington, wo er 1837 die Zeitung „The Madisonian“ gründete. Zwischen 1837 und 1839 leitete er die Druckerei des US-Repräsentantenhauses und danach bis 1842 die des US-Senats. Im Jahr 1842 zog Allen nach St. Louis, wo er als Mitglied der Demokratischen Partei eine politische Laufbahn begann.
Zwischen 1850 und 1854 gehörte er dem Senat von Missouri an. In diesen Jahren arbeitete er als Vertragspartner zur Verbesserung der Infrastruktur. Im Eisenbahnbau war er für den Bau von über 1000 Meilen neuer Strecken verantwortlich. Im Jahr 1852 schaffte er die erste Dampflokomotive über den Mississippi River. Später wurde er Präsident der Eisenbahngesellschaft St. Louis, Iron Mountain & Southern Railway. Allen war auch in anderen Branchen wie dem Bankgewerbe tätig. In der Folge verkaufte er alle seine Eisenbahnanteile und zog sich aus dem Geschäftsleben zurück. Derweil setzte er seine politische Laufbahn fort.
Bei den Kongresswahlen des Jahres 1880 wurde Allen im zweiten Wahlbezirk von Missouri in das US-Repräsentantenhaus in Washington gewählt, wo er am 4. März 1881 die Nachfolge von Erastus Wells antrat. Dieses Mandat konnte er bis zu seinem Tod am 8. April 1882 ausüben. Bei einer Nachwahl wurde der Republikaner James Henry McLean zu seinem Nachfolger gewählt. Thomas Allen war mit Ann Russell verheiratet. Ihr Sohn war der Maler Thomas Allen.